# Карлова Коруна
Карлова Коруна (чеш. Karlova Koruna) — замок-дворец начала XVIII века в Чехии, одно из значимых зданий в стиле барокко в стране. Расположен вблизи Хлумца-над-Цидлиной.

## История
Заказчиком замка был граф Франц Фердинанд Кински (1668—1741). Высокая должность (он был тогда высочайшим канцлером Чешского королевства) и желание подтвердить свой высокий социальный статус обусловили строительство нового замка.
Проект замка создал архитектор Ян Сантини (1677—1723). Архитектор получил хорошее художественное образование, которое совершенствовал в Италии. Он изучал нетипичные, сложные (по планам и формами) произведения известного итальянского мастера Франческо Борромини и сам был склонен к необычным плановым решениям и насыщенной архитектурной символике.

### Строительство
Строительство продолжалось в 1721—1723 годах. Практически это была последняя крупная постройка архитектора, скончавшегося в 1723 году. Ян Сантини и здесь создал необычный образец замка со сложной планировкой. Центром сооружения стал роскошный зал-ротонда, к которому по трём осям пристроены прямоугольные крылья. Небольшое количество помещений компенсировано сложной игрой объёмов — ротонды с куполом, крыш с переломами, закруглённого объёма парадной лестницы.
Нетипичная планировка и отход от привычных удлинённых дворцов с тремя ризалитами на французский манер вызывали недоумение и осуждение. Замок начали считать блажью обладателя и даже свидетельством его глупости. В 1723 году замок посетил император Карл VI, после чего канцлер переименовал замок в Карлову Коруну.
Кроме замка была создана капелла, которую планировали сделать усыпальницей рода Кинских. Капелла воспринимается достаточно самостоятельным объектом, мало связанным с архитектурой замка, как и античная беседка — парковый павильон в стиле классицизма. Постройки окружены пейзажным парком. После смерти Яна Сантини в усадьбе работал архитектор Франц Максимилиан Канка.

### XX век
До XX века замок не перестраивали. Во время Второй мировой войны (в 1943 году) здание было повреждено пожаром, но мебель была спасена и передана в другие замки.
В 1968 году замок передали в состав Национальной галереи. Несколько лет продолжалось восстановление и ремонт замка. В помещениях замка развернули выставку «Барокко в Чехии».
В 1992 году имущество и замок Карлова Коруна были возвращены потомкам рода Кински. В замке сейчас экспозиция с рассказом о представителях рода Кински и истории разведения лошадей в городе Хлумец-над-Цидлиной.

## Фотогалерея
- Фасад в парк
- Замок и античная беседка в парке.
- Замок зимой
- Замковая капелла